# برايان ماغواير
برايان ماغواير (بالإنجليزية: Brian McGuire) هو سائق سيارة سباق ومهندس أسترالي، ولد في 13 ديسمبر 1945 في ملبورن في أستراليا، وتوفي في 29 أغسطس 1977 في براندز هاتش في المملكة المتحدة.